# Leiki Loone
Leiki Loone (29 de fevereiro de 1944) é uma matemática estoniana. Loone recebeu o grau de Candidato de Física e Matemática em 1972. defendeu sua dissertação "Núcleos em um espaço vetorial localmente convexo" sob a supervisão de Gunnar Kangro.